# Саля (приток Пьяны)
Саля — река в России, протекает в Большеигнатовском районе Республики Мордовия и Большеболдинском районе Нижегородской области. Устье реки находится в 390 км по левому берегу реки Пьяна. Длина реки составляет 37 км, площадь бассейна — 234 км². В 19 км от устья принимает слева реку Пустошка.
Исток реки находится в черте села Вармазейка (Вармазейское сельское поселение, Мордовия). Река течёт на запад, затем на северо-запад и север, русло извилистое. В среднем течении перетекает в Нижегородскую область, некоторое время образуя границу двух субъектов. На реке стоят сёла Вармазейка, Протасово (Мордовия); Знаменка, Кудеяровка, Апраксино (Нижегородская область). Впадает в Пьяну ниже села Апраксино.

## Данные водного реестра
По данным государственного водного реестра России относится к Верхневолжскому бассейновому округу, водохозяйственный участок реки — Сура от устья реки Алатырь и до устья, речной подбассейн реки — Сура. Речной бассейн реки — (Верхняя) Волга до Куйбышевского водохранилища (без бассейна Оки).
Код объекта в государственном водном реестре — 08010500412110000039432.